# Accipiter griseiceps
L'astore crestato di Sulawesi (Accipiter griseiceps (Kaup, 1848)) è un uccello rapace della famiglia degli Accipitridi endemico dell'isola cui deve il nome.

## Descrizione

### Dimensioni
Misura 28–38 cm di lunghezza, per un peso di circa 212 g nel maschio e di circa 299 g nella femmina; l'apertura alare è di 51–65 cm.

### Aspetto
Questo uccello del genere Accipiter, di medie dimensioni, presenta una cresta ben sviluppata, un becco potente, delle ali brevi e una coda di media lunghezza, nonché zampe e artigli robusti, che gli conferiscono una sagoma caratteristica. Gli adulti hanno un piumaggio identico, ma la femmina è dal 10 al 20% più grande e fino al 40% più pesante. Prima che effettuino la prima muta, i giovani hanno un aspetto diverso dai loro genitori. Negli adulti, le parti superiori sono marroni, fatta eccezione per la testa, che è grigia, e per le quattro larghe barre caudali, che sono nerastre. Le parti inferiori sono bianco-crema. La gola è di colore bianco uniforme, ma presenta una barra mediana e malare scure. Il petto, i fianchi e gran parte del ventre sono ricoperti da abbondanti striature bruno-nerastre che si trasformano in macchie più chiare sulla parte bassa del ventre. Sulle cosce vi sono delle barre molto strette, mentre la zona anale è bianca. Le femmine possiedono segni e ornamenti più marcati di quelli dei maschi. L'iride varia dal giallo al rosso-arancio. La cera è giallo chiaro, le zampe giallastre. Nei giovani, il cappuccio è marrone scuro, striato di camoscio-rossastro. Le guance sono leggermente striate di grigiastro. Il resto delle parti superiori è marrone-cannella con margini bianchi e rossi e bande subterminali scure su tutte le piume. La coda è più regolarmente barrata rispetto a quella degli adulti. Le parti inferiori sono color crema, con abbondanti striature bruno-rossastre dappertutto, tranne che sulle cosce e sulla zona anale. L'iride è marrone, la cera è grigio-verdastra. Le zampe sono di colore più chiaro rispetto a quelle degli adulti.

### Voce
Il più delle volte, questo uccello è piuttosto silenzioso. Tuttavia, a volte, emette dei twee twee twee piuttosto acuti e a malapena distinti. Queste vocalizzazioni vengono prodotte a un ritmo molto più lento rispetto a quelle della maggior parte degli altri uccelli del genere Accipiter, vale a dire astori e sparvieri.

## Biologia
Gli astori crestati di Sulawesi vivono da soli o in coppia. Fino ad ora non possediamo praticamente nessun rapporto che segnali l'utilizzo del volo planato, sebbene questo sia probabilmente uno dei componenti essenziali del comportamento nuziale. Inoltre, durante il periodo di riproduzione non sono mai state segnalate parate né acrobazie aeree. Gli astori di Sulawesi cacciano alla posta a partire da un posatoio ben nascosto ai bordi di una radura o lungo un sentiero. La maggior parte delle prede, se non tutte, vengono catturate sul terreno, grazie all'effetto sorpresa, dopo una breve picchiata. Come tutti gli uccelli che vivono vicino all'Equatore (questo astore vive tra 2° di latitudine nord e 5,5° di latitudine sud), gli astori di Sulawesi sono completamente sedentari.

### Alimentazione
L'astore crestato di Sulawesi è un predatore di dimensioni modeste, che cattura di conseguenza prede piuttosto piccole. Lucertole, piccoli passeriformi, grossi insetti, piccoli mammiferi e pulcini domestici situati in prossimità dei villaggi costituiscono la maggior parte della loro dieta. Tutte le prede, salvo poche eccezioni, vengono catturate a terra.

### Riproduzione
Possediamo pochissime informazioni sulle abitudini riproduttive di questo uccello. La stagione di nidificazione ha luogo almeno da maggio a luglio, ma eventi di accoppiamento sono stati segnalati anche nel mese di luglio, il che probabilmente indica che questa si protragga per un periodo più lungo. Il nido è una struttura costruita con pezzi di legno situata sulla biforcazione principale di un albero di piccole dimensioni. Le dimensioni della covata, la durata dell'incubazione e la data dell'involo dei giovani sono sconosciuti.

## Distribuzione e habitat
L'astore crestato di Sulawesi frequenta principalmente le foreste primarie e le foreste secondarie, in particolare quando queste ultime si alternano a zone disboscate. Questo rapace è un predatore delle pianure e delle colline, ma si trova anche nelle savane alberate, tra le mangrovie e in prossimità di piccoli villaggi. Il suo habitat è situato tra il livello del mare e i 2000 metri di altitudine.
Come suggerisce il nome, questo astore è endemico delle regioni centrali dell'Indonesia. Tuttavia, è presente non soltanto a Sulawesi, ma anche nelle piccole isole adiacenti, come Togian a nord e Muna e Buton a sud-est. La specie, precedentemente classificata come una sottospecie dell'astore crestato (Accipiter trivirgatus), è considerata monotipica.

## Conservazione
Questa specie ha una distribuzione abbastanza ampia ma ha una bassa densità. Per i 180.000 chilometri quadrati che rappresentano la superficie di Sulawesi, la popolazione complessiva è stimata a un massimo di 1000 individui adulti, ipotesi piuttosto ragionevole per un'isola la cui copertura forestale è ancora relativamente ben conservata nella sua parte centrale. Sebbene sia leggermente in diminuzione a causa del progressivo deterioramento dell'habitat, la specie è classificata come «a rischio minimo» da BirdLife International e dalla IUCN.